# 나예 (당나라)

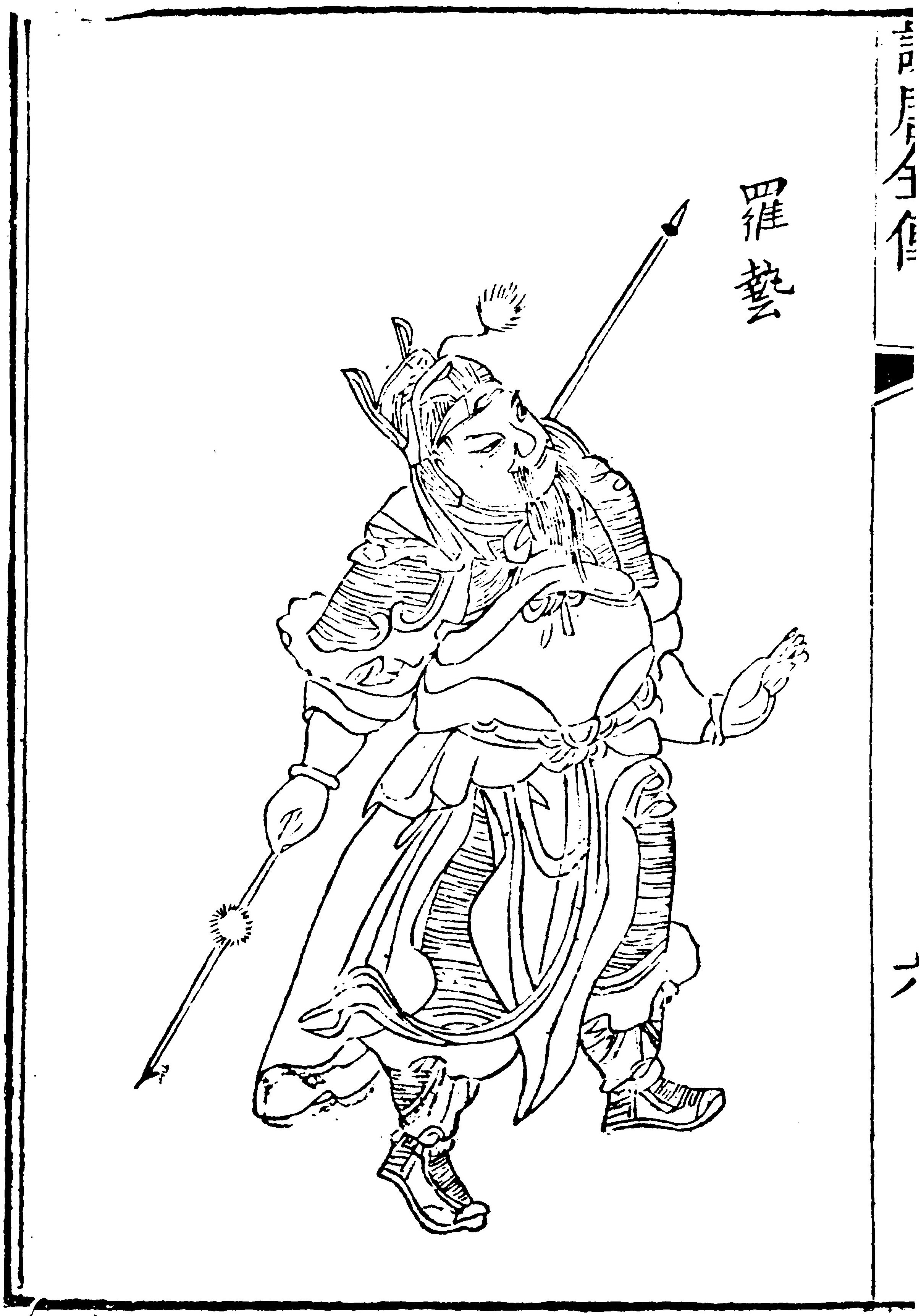
1783년에 발간된 《설당연의》에 삽입된 나예의 초상

나예(중국어 정체자: 羅藝, 간체자: 罗艺, 병음: Luō Yì 뤄이[*], 588년~627년)는 중국 수나라 말기와 당나라 건국기의 군웅이다. 원래 수나라의 군인으로 복무하다가 616년에 거병하여 "유주총관"을 자칭했다. 618년에 당나라가 세워지자 항복하여 당나라의 국성인 이씨 성을 받고 왕에 봉해졌다. 그러나 627년에 반란을 일으켰으며 결국 토벌되어 같은 해에 돌궐로 달아나다가 살해당했다.